# Angelica Rozeanu
Angelica Rozeanu (Bucarest, 15 ottobre 1921 – Haifa, 21 febbraio 2006) è stata una tennistavolista rumena.
Di origine ebraica, è stata la giocatrice di tennis da tavolo di maggior successo nella storia di questo sport, vincendo il titolo mondiale di singolo femminile per 6 anni consecutivi.

## Carriera
Rozeanu ha iniziato a giocare a ping pong mentre si stava riprendendo dalla scarlattina quando aveva otto anni. Nel 1933, all'età di 12 anni, vinse la Coppa di Romania. Vinse il campionato nazionale rumeno nel 1936 e rimase la campionessa femminile del torneo per i successivi 21 anni (1936–57, escluso il periodo durante la seconda guerra mondiale). La sua prima vittoria importante fu l'Open d'Ungheria del 1938.
La sua carriera fu interrotta dalla seconda guerra mondiale poiché dal 1940 al 1944 le fu proibito persino di entrare in una palestra e quindi non poté giocare.
Rozeanu vinse il suo primo campionato del mondo nel 1950 dando inizio alla serie di vittorie che l'avrebbe vista vincere il campionato per sei anni consecutivi, un'impresa ancora da eguagliare. È stata anche l'ultima donna non asiatica a vincere il titolo. In totale ha vinto 17 titoli mondiali (e 12 medaglie d'argento e di bronzo ai Campionati del mondo), tre titoli mondiali di doppio femminile e tre titoli mondiali di doppio misto. Di gran lunga il più grande profilo della Romania in questo sport, è stata anche presidente della Commissione rumena di ping-pong dal 1950 al 1960.
Rozeanu emigrò in Israele nel 1960. Vinse il campionato femminile di ping pong dei Maccabiah Games del 1961 e fu campionessa israeliana nel 1960-1962. Rimase in contatto con la sua nativa Romania e la visitò per l'ultima volta nel 2005. Nel 2006 morì all'età di 84 anni.

## Riconoscimenti
Rozeanu ha ricevuto il titolo rumeno di Maestro Meritato dello Sport nel 1954. Ha anche ricevuto quattro onorificenze dell'Ordine del Lavoro. Nel 1997 le è stata assegnata la medaglia della Knesset. Nel 2001 le è stato conferito il titolo di Cittadina Onoraria di Haifa.
È stata inserita nella International Jewish Sports Hall of Fame nel 1981 e nella ITTF Hall of Fame nel 1995.

## Palmarès

### Mondiali
Singolo
- (1950-1955)
- (1948)

Doppio
- (1953, 1955, 1956)
- (1939, 1950, 1951)
- (1954, 1957)

Doppio misto
- (1951-1953)
- (1937, 1948, 1950)

Team
- (1950, 1951, 1953, 1955, 1956)
- (1952, 1957)
- (1939, 1948)

### Europei
Singolo
- (1958)

Doppio
- (1958, 1960)

Doppio misto
- (1960)
- (1958)

Team
- (1958)